# Zankendorf

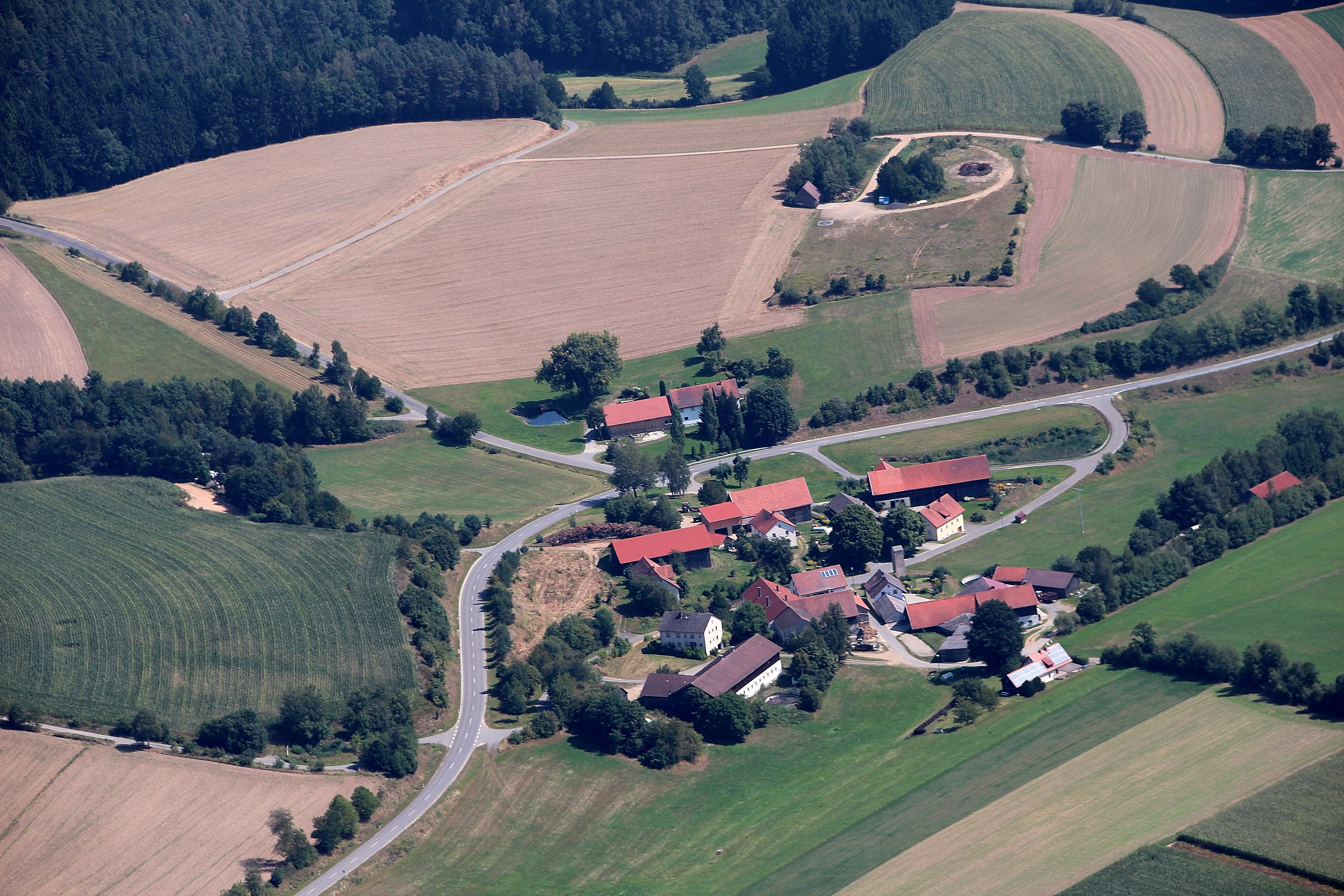
Zankendorf (2012)

Zankendorf ist ein Ortsteil der Gemeinde Niedermurach im Oberpfälzer Landkreis Schwandorf in Bayern.

## Geographische Lage
Zankendorf liegt ungefähr vier Kilometer südwestlich von Niedermurach etwa einen Kilometer westlich der Staatsstraße 2159.

## Geschichte
Zankendorf wurde 1285 im Herzogsurbar als Besitz von Herzog Ludwig II. von Oberbayern erstmals schriftlich erwähnt. 1587 tauchte Zankendorf in den Musterungsprotokollen auf.
Zum Stichtag 23. März 1913 (Osterfest) war Zankendorf Teil der Expositur Pertolzhofen und hatte acht Häuser und 63 Einwohner.
1946 löste die Regierung in Regensburg die Gemeinde Nottersdorf auf. Nottersdorf selbst kam zu Niedermurach, Braunsried, Höflarn und Zankendorf zu Pertolzhofen.
Die Bevölkerung von Nottersdorf widersetzte sich dieser Regelung und erreichte, dass die Gemeinde Nottersdorf in ihrer früheren Form am 20. Februar 1948 wieder hergestellt wurde.
Am 31. Dezember 1968 hatte die Gemeinde Nottersdorf mit ihren vier Ortsteilen Höflarn, Braunsried, Nottersdorf und Zankendorf 179 Einwohner und eine Fläche von 621 ha.
Am 31. Dezember 1990 hatte Zankendorf 30 Einwohner und gehörte zur Expositur Pertolzhofen.